# Söfren Christensen

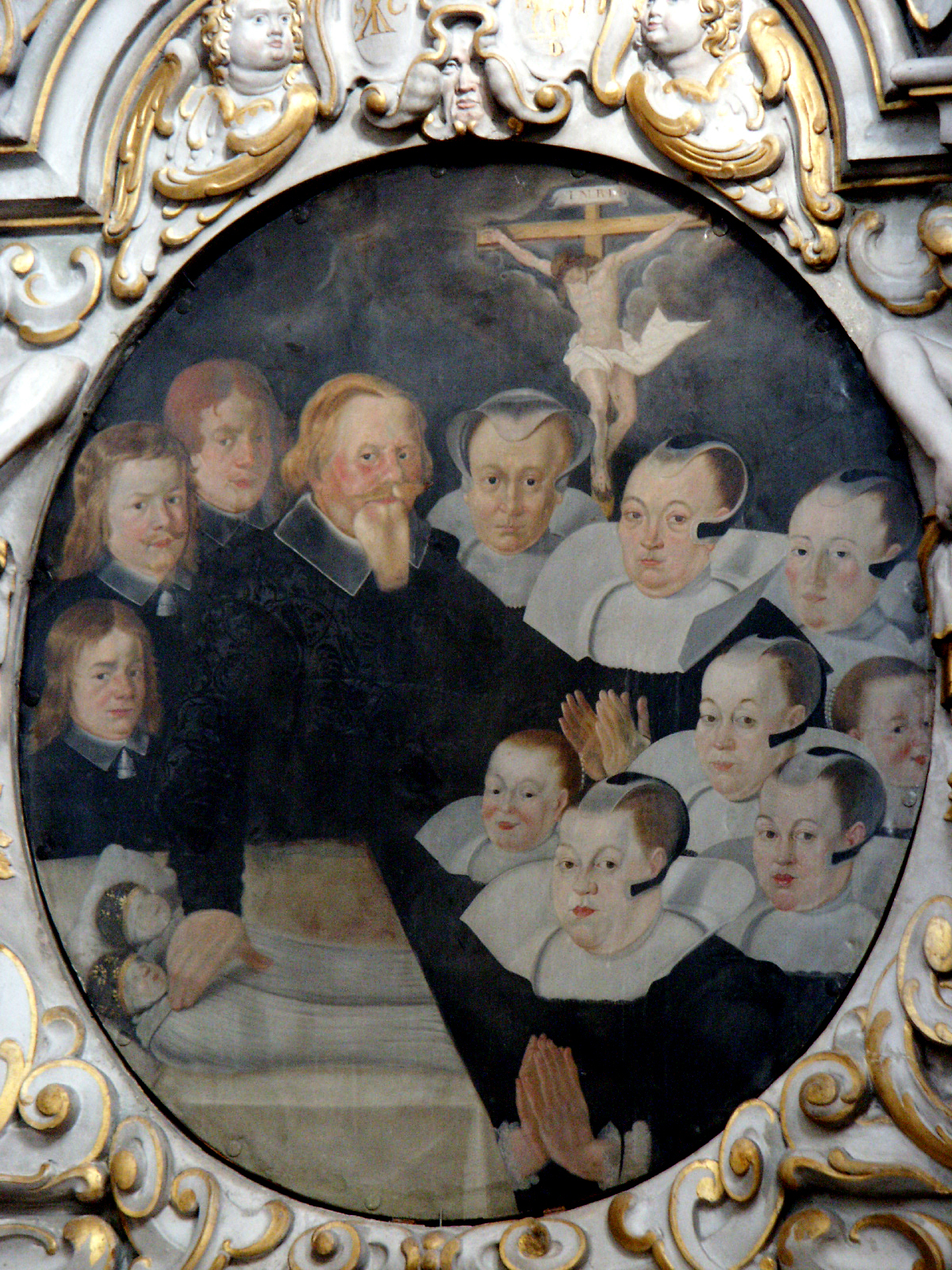
Söfren Christensen och hans familj på epitafiet i Sankt Petri kyrka.

Söfren Christensen, död 29 november 1649, var en av Malmös mäktiga borgmästare under 1600-talet. Han avancerade från att 1606 ha varit fogde på slottet Häckeberga till att 1629–1649 vara borgmästare i Malmö. 
Söfren Christensen ska enligt uppgift från historikern Sjöborg från början av 1800-talet ha haft fattiga föräldrar och som barn var han hönsvaktare på Skabersjö gods utanför Malmö. Den 28 november 1606 omtalas han för första gången i Malmös handlingar. Han var då fogde på Holger Ulfstands slott Häckeberga utanför staden, en tjänst som han ännu innehade 1608.
Året därefter är han borgare i Malmö. Birgitte Pofvelsdotter, dotter till stadens borgare Pofvel Hammer, var gift med bryggaren Jens Lauritsen men blev detta år änka. Hon gifte sig dock snart med Söfren Christensen. Giftermålet var för Söfren viktigt i hans försök att vinna social status; hustrun var nämligen förmögen. Jens Lauritsen ägde vid sin död en ståtlig gård invid Södergatan, en av Malmös viktigare huvudgator. Boningshuset är idag bevarat, den så kallade Flensburgska huset vid hörnet Södergatan - Skomakaregatan. 

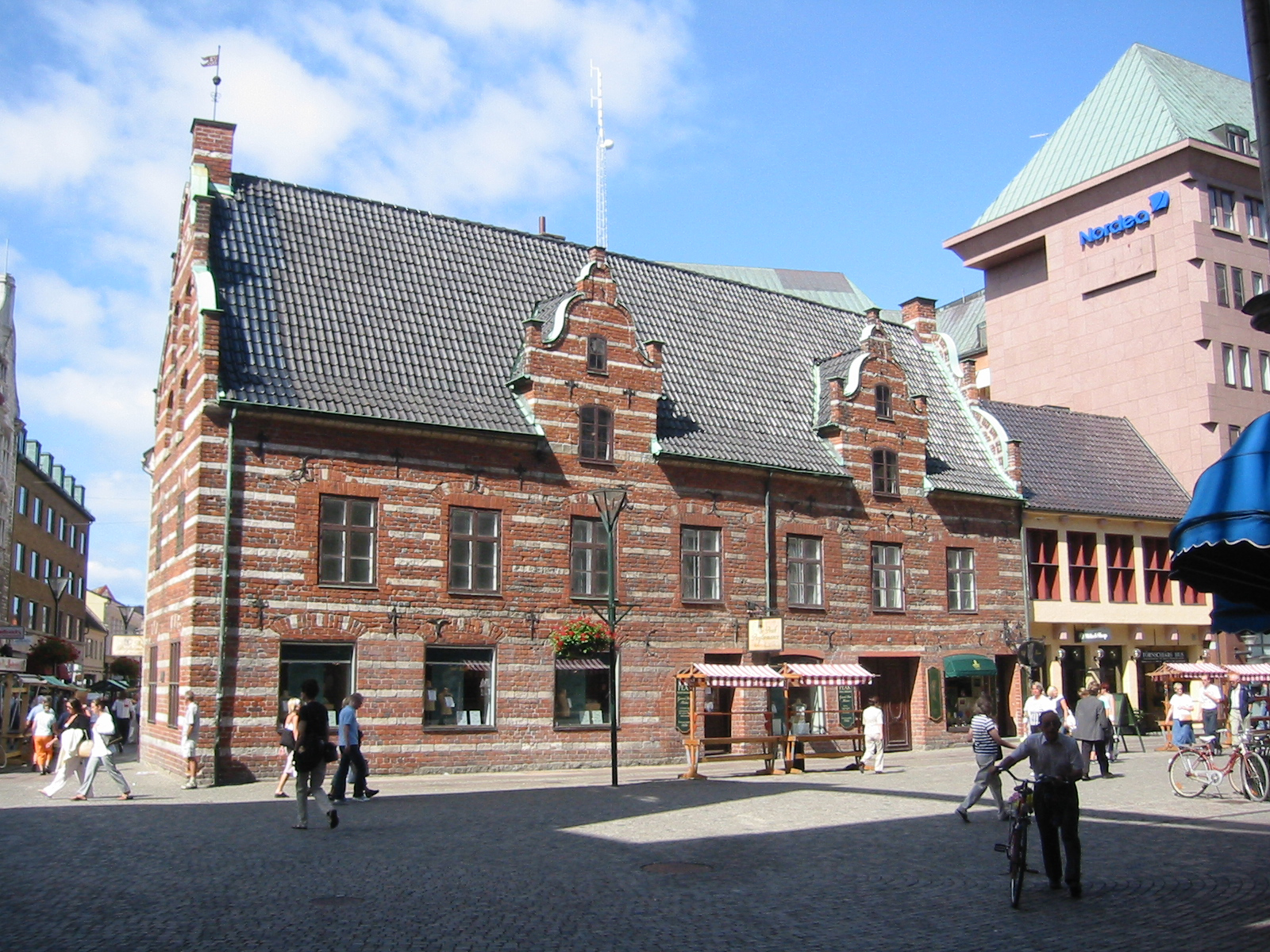
Söfren Christensen bevarade boningshus vid Södergatan i Malmö.

Paret fick en son, Jörgen, som dock dog innan han blev myndig. Redan den 27 februari 1614 dog hustrun Birgitte Pofvelsdotter. Söfren gifte dock snart om sig med Maren Jacobsdotter, dotter till rådmannen och klädeshandlaren Jacob Rasmusen och dennes hustru Anne Jacobsdotter. Genom giftermålet kom han in i gruppen av Malmös styrande rådmän och borgmästare. Som respekterad borgare blev han den 15 maj 1615 insatt som hospitalsmästare för tre år framåt vid Malmö hospital. Snart avancerade han till rådman i staden, ett uppdrag som han innehade 1618.
År 1629 upphöjdes rådmannen Söfren Christensen till borgmästare i Malmö. Han efterträdde då den tidigare borgmästaren Efvert Dichmand som avlidit under juni månad. 
Under första hälften av 1600-talet engagerade sig Malmö i handeln med Island. Den danske kungen Christian IV bestämde 1602 att borgarna i städerna Köpenhamn, Malmö och Helsingör skulle ha monopol på handeln med Island. Privilegiet förnyades 1614 på elva år. Som affärsman deltog Söfren Christensen i denna handel. Han förde till exempel 1618 en rättslig strid mot skepparen Cornelius Barsebeck för en last av fisk som förstörts under sjöfärden. 
I äktenskapet med Maren Jacobsdotter föddes ett stort antal barn av vilka fyra var dog späda. Övriga, till namn kända, är sonen Hack samt döttrarna Kirstine, Talle, Mette och Anne. I samband med dottern Talles bröllop hade Söfren Christensen fått kung Christian IV:s tillåtelse att skänka vin och bjuda fler gäster än vad förordningarna gav lov till. 
Söfren Christensen avled den 29 november 1649 och begravdes den 4 december i S:t Petri kyrka i Malmö. Hustrun Maren Jacobsdotter avled två år senare. Före sin död donerade hon 600 daler till kyrkoherden och ”medtjenarna” vid S:t Petri kyrka i Malmö.  Hon och hennes man hade redan 1641 donerat 500 daler till fattiga skolbarn i Malmö samt 1647 300 daler till de tre översta ”hörarna” vid Malmö latinskola.

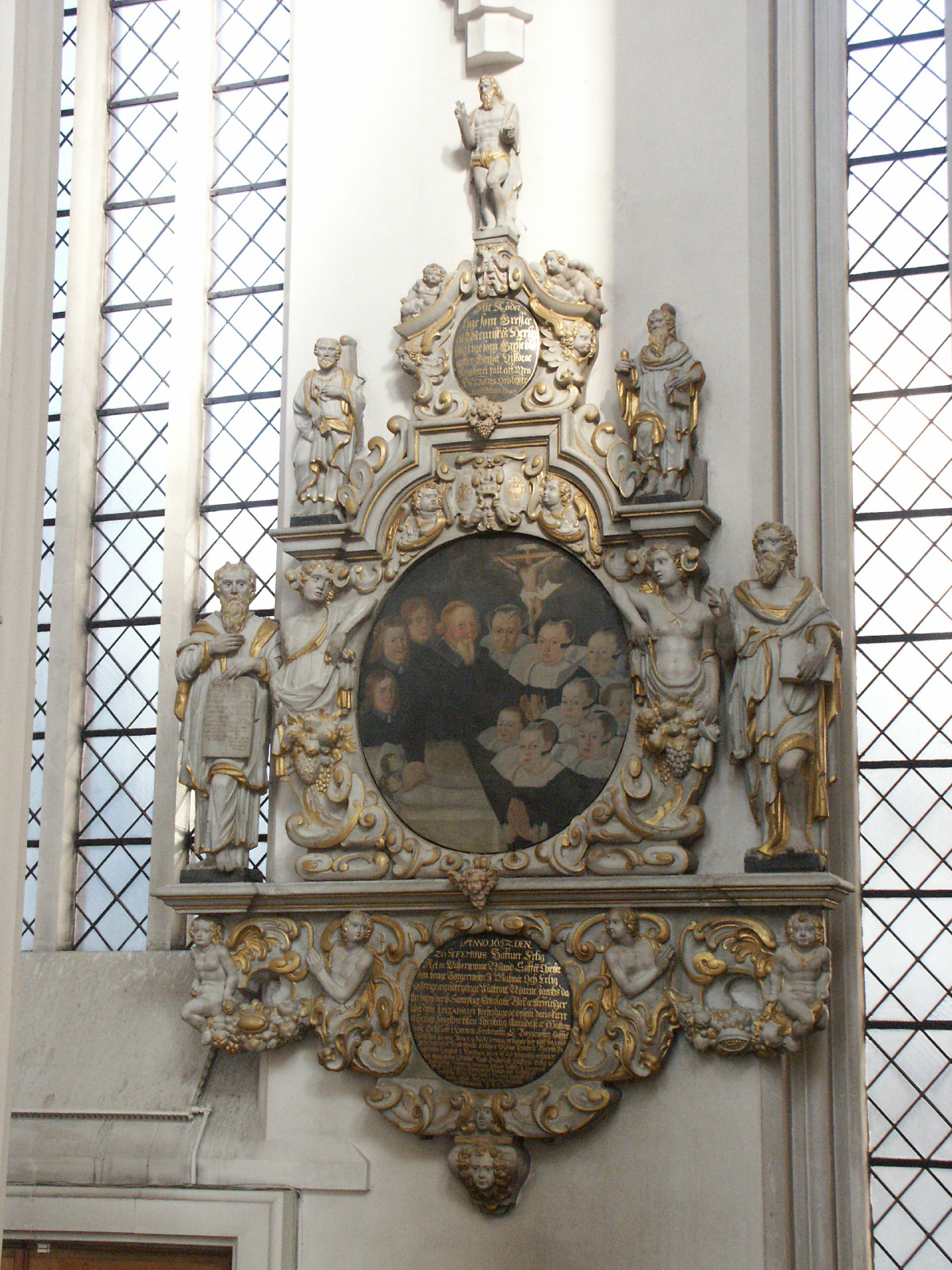
Söfren Christensen och hans hustrus epitafium i Sankt Petri kyrka.

Söfren Christensen och hans hustru efterlämnade en mycket stor förmögenhet. Huvudgården låg på tomten g:a nr 609 i kvarteret 49 Oscar. Tegelhuset från 1596, det så kallade Flensburgska huset, finns i dag fortfarande kvar. Makarna ägde också den stora så kallade Kalendegården vilken gick genom hela kvarteret von Conow mellan Kalendegatan och Djäknegatan. I bouppteckningen finns också fodringar på 19.080 daler, ett mycket rikt lösöresbo samt andra värdefulla tillgångar. Boets behållning utgjorde över 28.000 daler. 

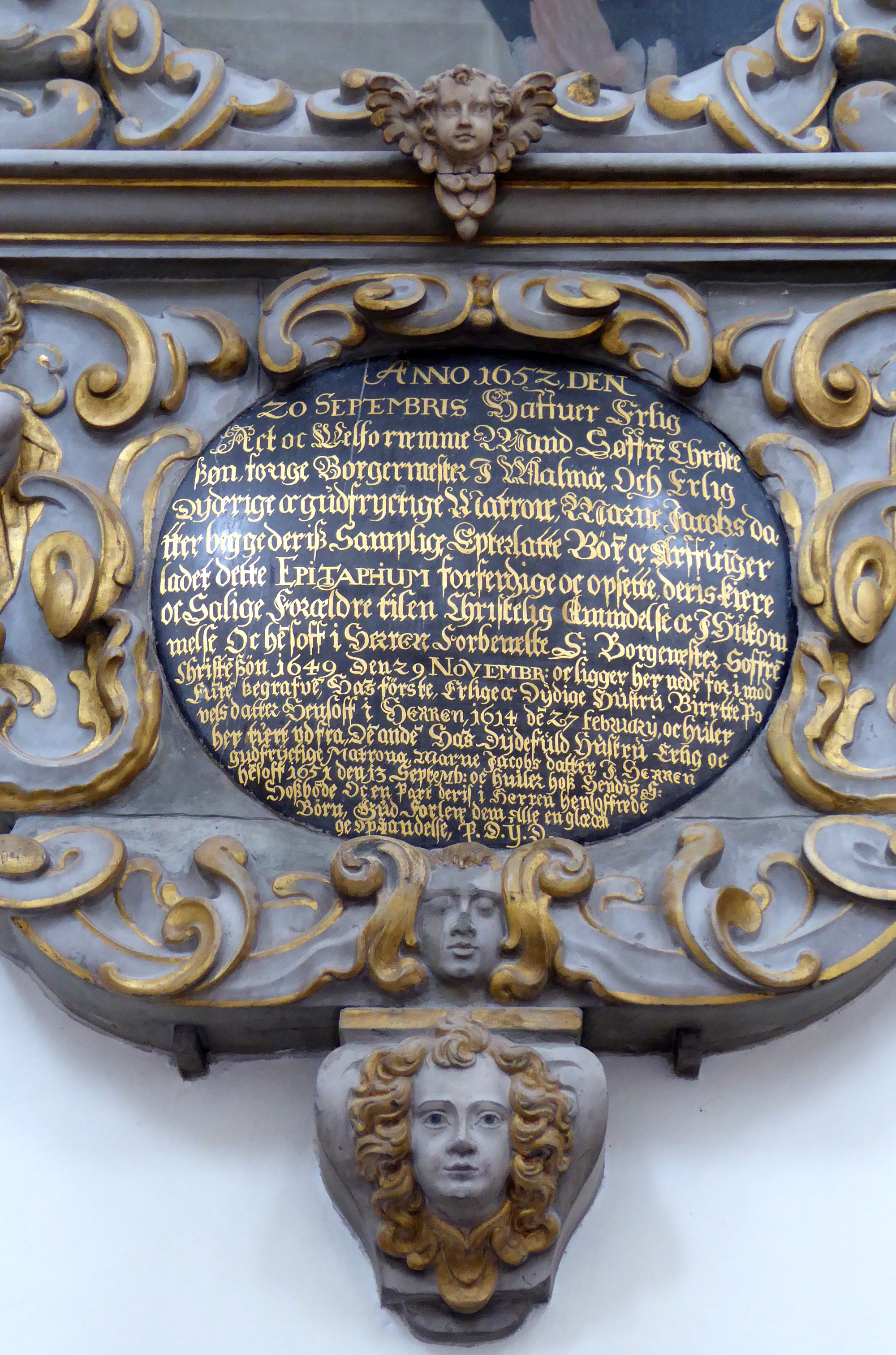
Textplattan till Söfren Christensen och hans hustrus epitafium i Sankt Petri kyrka.

## Söfren Christensens epitafium i S:t Petri kyrka
I S:t Petri kyrka hänger i det norra tvärskeppet ett ståtligt epitafium över familjen. Epitafiet är i dag det största bevarade av sitt slag i kyrkan. Det uppsattes 1652 av barnen i andra giftet, ”deris kiære oc Salige Foreldre til en Christelig Amindelse”. Epitafiets ursprungliga plats var ”nederst på stora gången”, antagligen på den första stora pelaren på mittgångens norra sida.  Det är utfört i sandsten och har en större målning på en kopparplatta, föreställande Söfren Christensen med hela sin familj. Söfren har tre söner vid sin sida och han lägger handen på två spädbarn, troliga söner som avlidit i späd ålder. Till vänster om honom står hans båda hustrur samt sex döttrar, varav en vänder bort huvudet, indikerande att hon är död. 
På överstycket finns en mindre texttavla. Understycket har en texttavla med följande inskrift:
| ”                                       | ”ANNO 1652 DEN 20 SEPTEMBRIS Haffuer Erlig Wys(?) och Welfornemme Mand Søffre Christesøn forige Borgermester I Malmoe Och Erlig Dyderige oc gudfryctige Matrone Marne Jacobsdatter begge derisz Samplige Epterlatte Bör(n) oc Arffinger ladet dette EPITAPHIUM farferdige oc opsette deris kiere och salige Forældre til en Christelig Amindelse oc I Hukommelse Oc he(n)soff i Herren Forbemelte S: Borgemester Söffre Christeszøn 1649 den 29 NOVEMBR: oc ligger her nede for imod ………….. begrafve Ha(n)s første Erlige oc Dydige Hustru Biritte Povelsdatter Hensoff i Herren 1614 de 27 February oc hviler her ………… udfra De(n) aande Ha(n)s Dydefuld Hustru Erlig oc gudfryctige Matrona Marne Jacobsdatter I Herren he(n)soff 1651 den 13 Septemb: oc huiler hosz Hendis S: Hossbo(n)de Oc en Part deris i Herren Hensoffnede Børn. Gud Forlene dem alle en glædelige Opstandelse. P.D.J.D” | „ |
| – Malmö stads 600-årsjubileum 1319-1919 | |   |